# Tony Kaye

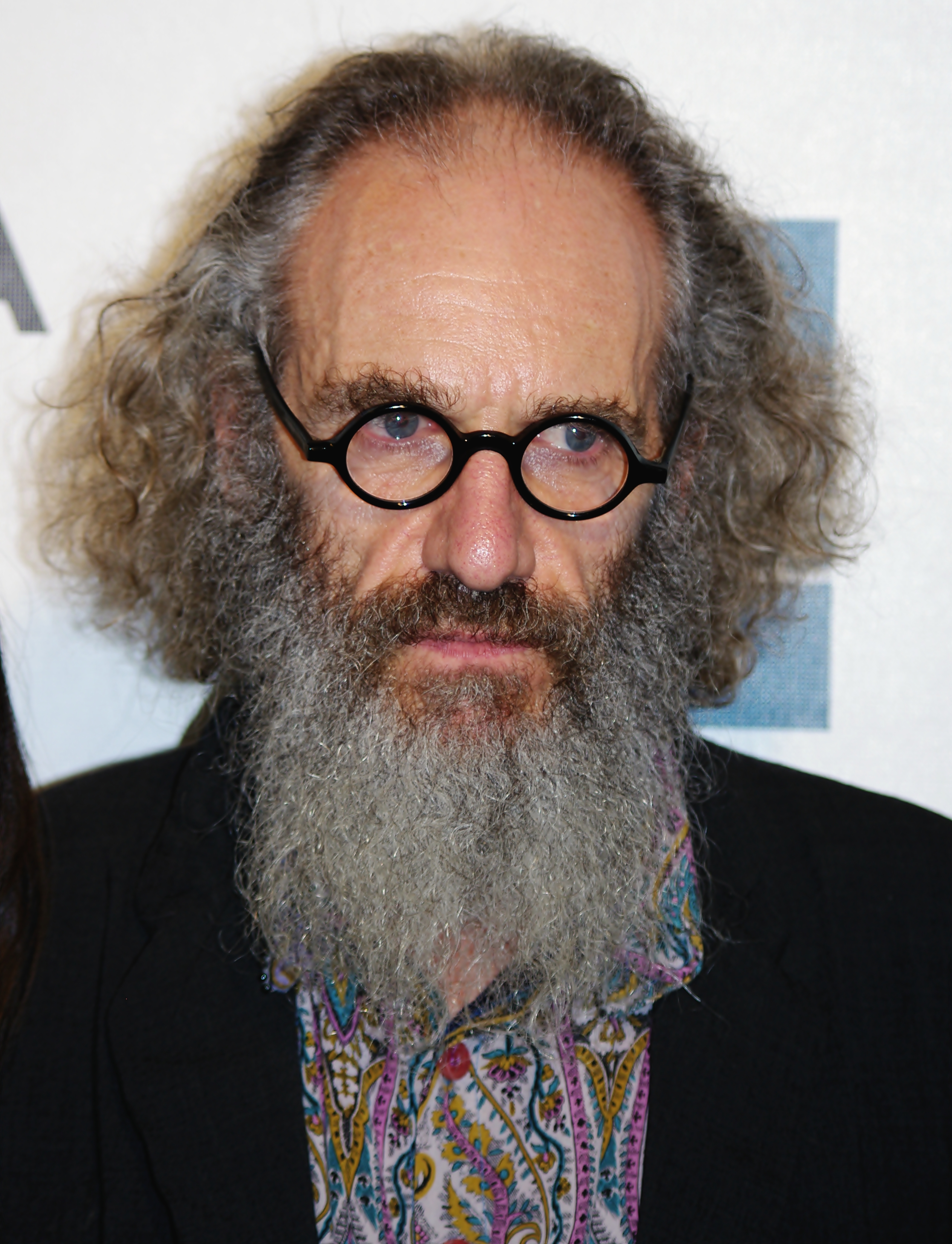
Tony Kaye 2011.

Tony Kaye, född 8 juli 1952 i London, är en brittisk regissör av långfilmer, musikvideor, reklamfilmer och dokumentärfilmer. Han är mest känd för att ha regisserat filmen American History X (1998). Han har även regisserat en rad musikvideor, bland annat "Runaway Train" av Soul Asylum och "Dani California" av Red Hot Chili Peppers.

## Filmografi (urval)
- 1998 – American History X
- 2006 – Lake of Fire
- 2011 – Detachment